# Lubomír Brokl
Lubomír Brokl (* 27. Oktober 1937 in Polička) ist ein tschechoslowakischer und tschechischer Soziologe. In den 1960er Jahren beteiligte er sich an den Arbeiten der Teams von Zdeněk Mlynář und Pavel Machonin, die im Vorfeld des Prager Frühlings theoretische Vorarbeit leisteten. Während der „Normalisierung“ nach 1968 hatte Brokl de facto einen Berufsverbot.

## Leben
Lubomír Brokl absolvierte eine Mittelschule für angewandte Kunst und studierte Philosophie und Geschichte an der Karls-Universität in Prag. Dieses Studium beendete er 1961. Er lehrte danach am Lehrstuhl für den dialektischen und historischen Materialismus der Fakultät für allgemeine Medizin der Karlsuniversität und bekam 1966 den Titel „Kandidat der Wissenschaften“ (CSc). Publizistisch war Brokl in den 1960er Jahren in Zeitschriften wie Literární noviny (zeitweilig nach Verbot umbenannt in Literární Listy bzw. Listy) sowie anderen gesellschaftlich engagierten Zeitschriften tätig.
Vom Oktober 1967 bis Januar 1968 war Lubomír Brokl am Institut für Staat und Recht der Tschechoslowakischen Akademie der Wissenschaften (ČSAV) in der Abteilung für politische Wissenschaft tätig, der Leiter war Zdeněk Mlynář. Ab 1968 arbeitete er im Soziologischen Institut der ČSAV und war zeitweilig Redaktionsmitglied der Zeitschrift Sociologický časopis (Soziologische Zeitschrift). Das Institut wurde jedoch 1970 aufgelöst und die Mitarbeiter entlassen. Während der Zeit der Normalisierung nach 1968 war Brokl tätig am Forschungsinstitut der Maschinentechnologie und Ökonomie (1975–1990), durfte jedoch nicht offiziell publizieren (er veröffentlichte jedoch im illegalen tschechoslowakischen Samizdat) der damaligen Zeit, hatte Gehaltseinschränkungen, durfte keine Vorlesungen halten usw.
Nach dem Regimewechsel 1989 kehrte Lubomír Brokl in das wieder neu zugelassene Soziologische Institut der Akademie zurück, wo er 1990–2003 Leiter der Abteilung für Soziologie der Politik und 1992–1997 stellvertretender Direktor war. 2000 habilitierte er an der Karlsuniversität und erhielt eine Professur an der Wirtschaftsuniversität Prag. Seit 2005 arbeitet er als Soziologe an der Universität Hradec Králové.
Lubomír Brokl ist mit Eva Broklová (* 1939) verheiratet.

## Lubomír Brokl als Soziologe
Brokls theoretischer Beitrag zur tschechoslowakischen Soziologie wird nicht so hoch geschätzt wie sein Wirken in den 1960er Jahren, als er sich in der Vorbereitung der Grundlagen der Systemänderungen engagierte, die später als der Prager Frühling in die Geschichte eingingen. Brokl wirkte insgesamt in folgenden Teams:
- 1965–1968 Mitglied der Leitung des interdisziplinären Forschungsteams für die Reform des politischen Systems der Tschechoslowakei (am Institut für Staat und Recht der ČSAV-Akademie) unter der Leitung von Zdeněk Mlynář
- 1965–1968 Mitglied des wissenschaftlichen Teams für die Erforschung der sozialen Struktur der Tschechoslowakei (am Institut sozialer Wissenschaften der Karlsuniversität Prag) unter der Leitung von Pavel Machonin
- 1967–1968 Mitglied des Teams für die tschechische Frage (am Institut für Staat und Recht der ČSAV-Akademie sowie an der Jurafakultät der Karlsuniversität) unter der Leitung des Außenministers (1968) Jiří Hájek

In Mlynářs Team beschäftigte sich Brokl mit der Problematik der Politik und der Stratifikation innerhalb des Machtgefüges in der Gesellschaft. Dies war auch der Grund, warum er zur Teilnahme an Machonins Team eingeladen wurde, um die empirischen Forschungsergebnisse mit zu interpretieren. Die umfangreichen, durch das Statische Amt erhobenen Daten wurden in der Studie Československá společnost [1967] (Tschechoslowakische Gesellschaft [1967]) ausgewertet, Brokls Beitrag beschäftigte sich mit dem Zusammenhang zwischen politischer Macht einerseits und sozialer Stratifikation andererseits, konkret auf dem Beispiel des sozialen Profils der Mitglieder der kommunistischen Partei. Er belegte die These, die Macht in der Tschechoslowakei sei asymmetrisch verteilt und unterstützte die Hauptthese von Machonins Projekt, die Gesellschaft der Tschechoslowakei der 1960er Jahre beruhe nicht mehr auf dem stalinistischen Modell der Klassengegensätze auch unter den Bedingungen des Sozialismus.